# Guillermo Núñez
Pour les articles homonymes, voir Núñez.
Guillermo Núñez Henríquez, né le 27 janvier 1930 à Santiago (Chili) et mort dans la même ville le 23 mai 2024, est un artiste chilien.

## Biographie
Guillermo Nuñez Henríquez naît le 27 janvier 1930 à Santiago. Il commence ses études supérieures en 1949 à l'École de théâtre de l'université du Chili. En 1952, Guillermo Nuñez est nommé professeur de théâtre dans ce même établissement. En 1953, il se rend une première fois en France pour poursuivre ses études, avant de voyager à Prague, où il suit les cours de l'École des arts appliqués, puis à New York.
Il expose une première fois en 1956, à l'Instituto Chileno Británico de Cultura de Santiago. Il est l'auteur du Mural 18 du Musée à ciel ouvert de Valparaíso.

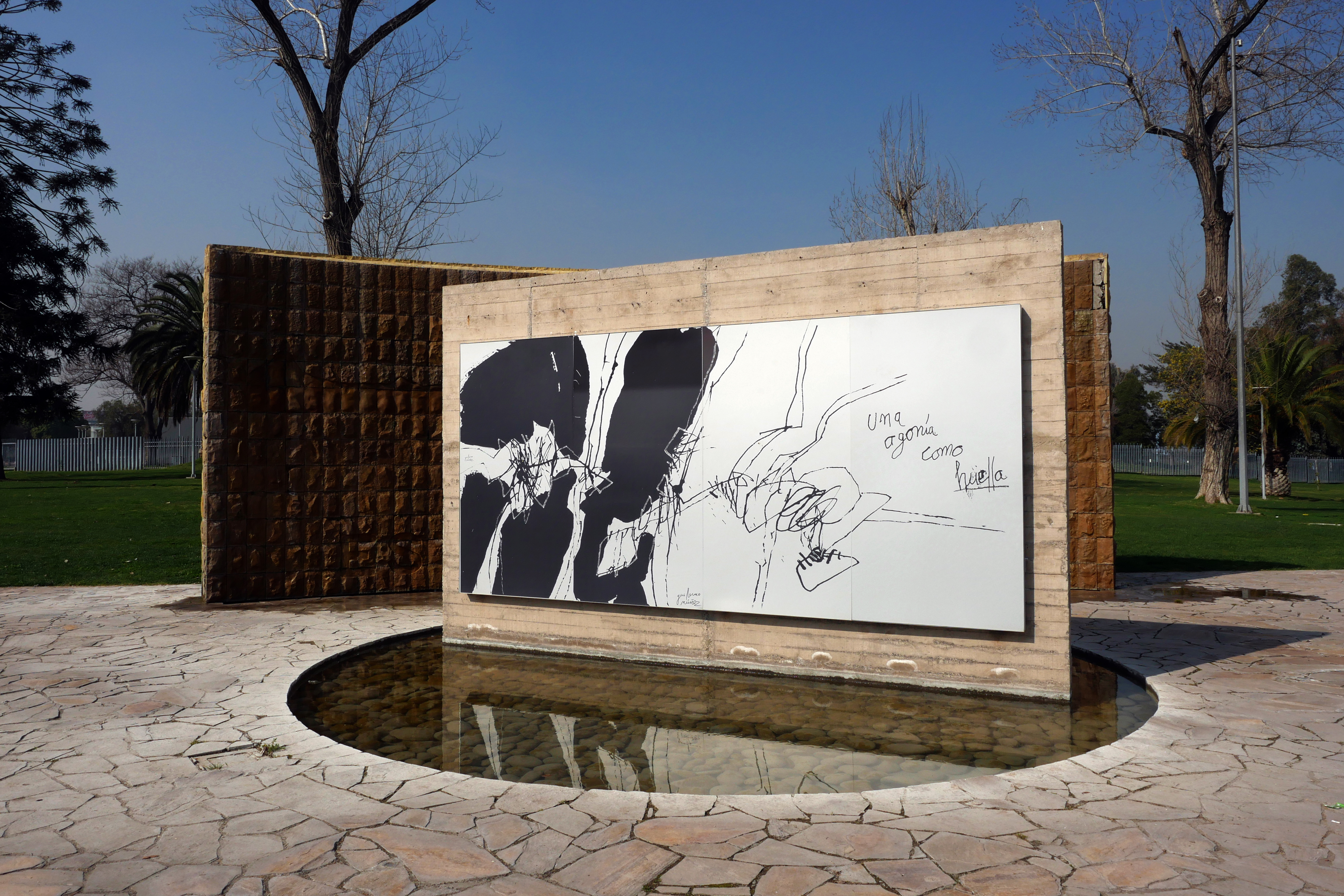
Œuvre de Guillermo Núñez dans le Memorial Grecia, conçu par l'artiste en hommage aux prisonniers politiques du Chili et inauguré en mars 2014.

Il revient au Chili en 1965 et prend la direction du Musée des arts contemporains six ans plus tard. En 1974, il est emprisonné et torturé par le régime d'Augusto Pinochet et s'exile en France, où il reste pendant douze ans, avant de revenir définitivement au Chili en 1987.
Guillermo Nuñez reçoit en 2007 le prix national des Arts plastiques, le plus prestigieux des nombreux prix obtenus au cours de sa carrière. En septembre 2018, il présente une exposition intitulée « Contra la muerte », consacrée à la mémoire des victimes de la dictature militaire d'Augusto Pinochet. Il meurt le 23 mai 2024 à l'âge de 94 ans, à Santiago.

## Analyse de l’œuvre
Guillermo Núñez est considéré comme l'un des maîtres dans les arts plastiques contemporains chiliens. Son travail s'est focalisé depuis ses débuts dans l'étude de la violence humaine, en commençant par celle des rituels des cultures préhispaniques. Il fait figurer dans ses œuvres des références à la guerre, aux luttes politiques et à l'histoire du Chili.